# 白大鉉
白大鉉（ベク・デヒョン、はく たいげん、朝: 백대현、1978年5月15日 - ）は、韓国の囲碁棋士。大邱出身、韓国棋院に所属、九段。SKガス杯新鋭プロ十傑戦準優勝3回、LG杯世界棋王戦ベスト16など。

## 経歴
1994年初段。同年国手戦本戦入り。
1998年四段。1998年、1999年LG杯出場しベスト16。1999年明知大学校囲碁学科入学。2000年LG杯ベスト16。
2001年SKガス杯新鋭プロ十傑戦準優勝。2002年五段、国手戦敗者組決勝進出。
2002、2003年SKガス杯で3年連続準優勝。
2004年六段、電子ランド杯王中王戦ベスト8。2009年七段、LG杯、BCカード杯世界囲碁選手権出場。2010年八段。2014年九段。
韓国囲碁リーグでは、2010年に嶺南日報チームで出場、2016年からBGFリテールCUチームの監督を務める。